# Теодорос Пангалос
Теодорос Пангалос (на гръцки: Θεόδωρος Πάγκαλος), е гръцки политик, висш ръководител на партията ПАСОК, бивш министър на външните работи и вицепремиер, дългогодишен депутат в гръцкия парламент.

## Биографични данни
Теодорос Пангалос е внук на генерал Теодорос Пангалос, диктатор и министър-председател на Гърция през 1925 – 1926 г.
Пангалос започва кариерата си като левичар. През 1964 г. се кандидатира за кандидат-депутат от Единната демократична левица (ЕДА). Член на Гръцката комунистическа партия и влиза в нейния Централен комитет.
След 1974 г. преминава в ПАСОК и през 1981 г. за пръв път влиза в парламента. Заема различни правителствени постове. През 1996 – 1999 е външен министър, но е принуден да подаде оставка поради скандала със залавянето на Абдула Йоджалан.
През 2009 – 2012 е вицепремиер в правителствата на ПАСОК и в коалиционния кабинет на Лукас Пападимос.